# Szymanów (powiat świdnicki)
Szymanów (niem. Simsdorf) – wieś w Polsce położona w województwie dolnośląskim, w powiecie świdnickim, w gminie Dobromierz przy  drodze krajowe nr 34.

## Podział administracyjny
W latach 1975–1998 miejscowość należała administracyjnie do województwa wałbrzyskiego.

## Zabytki
Do wojewódzkiego rejestru zabytków wpisane są:
- kościół filialny pw. św. Jadwigi, późnogotycki z XV w., przebudowany w latach: 1600, 1728
- zespół pałacowy, z 1840 r.:
  - pałac, pierwotnie w miejscu pałacu znajdowała się umocniona siedziba rycerska - dawny zamek wodny
  - park